# Ulryk (książę Meklemburgii)
Ulryk (ur. 21 kwietnia 1528, zm. 14 marca 1603) – książę Meklemburgii-Güstrow od 1555 r.

## Życiorys
Ulryk był synem księcia meklemburskiego na Güstrow Albrechta VII i Anny, córki margrabiego brandenburskiego Joachima I Nestora. Młodość spędził w Bawarii - na dworze w Monachium i na uniwersytecie w Ingolstadt. W 1547 r. zmarł jego ojciec i tron księstwa Meklemburgii-Güstrow odziedziczył starszy brat Ulryka, Jan Albrecht I. W 1550 r. Ulryk został powołany na administratora biskupstwa w Schwerinie. Gdy w 1552 r. zmarł stryj Jana Albrechta I i Ulryka, Henryk V Zgodny, książę meklemburski na Schwerinie, Ulryk zażądał podziału Meklemburgii. Mimo wrogości starszego brata zdołał dopiąć swego i w latach 1554–1556 zapewnił sobie rządy w części Meklemburgii z Güstrow. Głównym celem Ulryka było wydobycie księstwa z długów, jakie pozostały po jego ojcu. Zajmował się uporządkowaniem spraw kościelnych i sądowych w księstwie. Odbudował zamek w Güstrow po pożarach
W 1576 r. zmarł Jan Albrecht I, a Ulryk uzyskał faktyczną władzę w schwerińskiej części Meklemburgii jako opiekun swego bratanka Jana VII. Ponownie objął rządy opiekuńcze w Meklemburgii-Schwerin po śmierci Jana VII w 1592 r. za czasów małoletności dwóch jego synów: Jana Albrechta II i Adolfa Fryderyka I i sprawował je aż do swojej śmierci w 1603 r.

## Rodzina
Ulryk był dwukrotnie żonaty. W 1556 r. poślubił Elżbietę (1524–1586), córkę króla duńskiego Fryderyka I Oldenburga, wdowę po Magnusie, synu i niedoszłym następcy księcia meklemburskiego Henryka V Zgodnego. W 1588 r., po śmierci Elżbiety Ulryk ożenił się z Anną (1554–1626), córką księci pomorskiego Filipa I. Jedynym dzieckiem Ulryka była córka z pierwszego małżeństwa, Zofia (1557–1631), od 1572 r. żona swego kuzyna, króla duńskiego Fryderyka II Oldenburga.